# 황성수 (축구 선수)
황성수(黄誠秀, 1987년 7월 10일~)는 재일 한국인 축구 선수로 현재 일본 풋볼 리그의 크리아상 신주쿠에서 공격수 겸 미드필더로 활약 중이다.

## 구단 경력
2010년 주빌로 이와타에 입단했지만 2012 시즌까지 공식전 2경기에 그친 뒤 2013 시즌을 앞두고 J2리그의 더스파 군마로 이적하여 2015 시즌까지 3시즌동안 팀의 주전으로 활약하며 공식전 101경기 1골을 기록했다.
그 후 2016 시즌을 앞두고 오이타 트리니타로 이적하여 팀의 J3리그 2016 우승 및 차기 시즌 J2리그 승격에 일조하긴 했으나 3시즌동안 공식전 25경기 출전에 그쳤다.
2018 시즌이 종료된 이후 당시 간토 사커 리그 디비전 2 소속팀인 크리아상 신주쿠로 이적한 뒤 2019 시즌 KSL 디비전 2 우승 및 차기 시즌 디비전 1 승격, 2021 시즌 KSL 디비전 1 우승 및 차기 시즌 일본 풋볼 리그 승격 등에 기여했다.

## 국가대표팀 경력
2012년 10월 북한 A대표팀의 강화 합숙 멤버로 선발되었으나 국제 A매치에는 단 1경기도 뛰지 못했다.